# Cimetière de Monaco

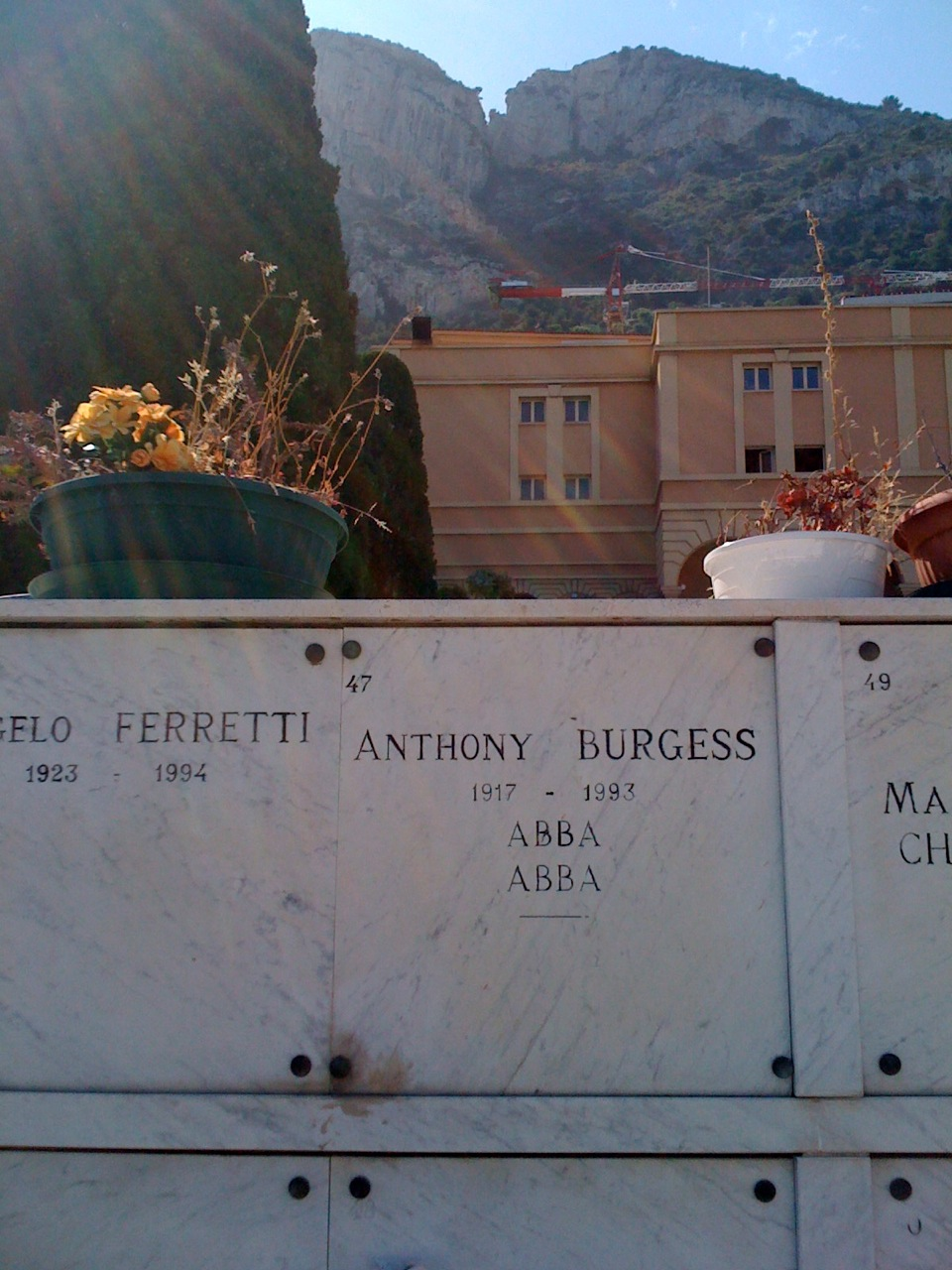
Grabstein von Anthony Burgess auf dem Cimetière de Monaco

Der Cimetière de Monaco (Franz. für Friedhof von Monaco) ist der einzige Friedhof im Fürstentum Monaco.

## Beschreibung
Der Friedhof von Monaco wurde 1868 eingeweiht. Er erstreckt sich über einer Fläche von zwei Hektar und wurde auf Terrassen angelegt, wie es auch bei vielen anderen Friedhöfen entlang der Riviera Tradition ist. Der Großteil der Grabdenkmäler ist weiß. Der Friedhof umfasst ungefähr sechstausend Gräber, in denen ungefähr dreiundzwanzigtausend Tote begraben sind. Mehrere Grabsteine und Skulpturen stammen von Umberto Bassignani.
Der Friedhof ist öffentlich zugänglich. Seit 2008 ermöglichen zwei interaktive digitale Terminals den Besuchern, sich am Eingang des Friedhofs zu orientieren und Gräber zu finden, ein drittes wurde 2016 installiert. Sie sind in französischer, italienischer, spanischer und englischer Sprache verfügbar.
Am 27. August 2015 weihte Prinz Albert II. eine Stele zu Ehren der 43 ausländischen Juden ein, die in der Nacht vom 27. auf den 28. August 1942 von den deutschen Besatzern in monegassischen Hotels zusammengetrieben wurden. Auch zwei britische Soldaten aus dem Ersten Weltkrieg sind dort begraben.
Die dreißigjährige, erneuerbare Konzession für ein zwei m² großes Grab lag im Jahr 2020 bei 11.500 Euro, für ein vier m² großes Grab bei 28.500 Euro. Personen monegassischer Nationalität erhalten eine Ermäßigung von 50 %. Die Konzessionen werden nur an monegassische Familien oder Familien von Ausländern, die zum Zeitpunkt des Todes ihren legalen Wohnsitz im Fürstentum hatten, vergeben.

## Gräber bekannter Persönlichkeiten
| Name               | Lebensdaten | Tätigkeit                                                                          |
| ------------------ | ----------- | ---------------------------------------------------------------------------------- |
| Josephine Baker    | 1906–1975   | Tänzerin, Sängerin und Schauspielerin                                              |
| Marie Bell         | 1900–1985   | französische Schauspielerin und Theaterdirektorin                                  |
| Jules Bianchi      | 1989–2015   | französischer Automobilrennfahrer                                                  |
| Jo Bouillon        | 1908–1984   | französischer Orchesterleiter                                                      |
| Anthony Burgess    | 1917–1993   | britischer Schriftsteller und Komponist                                            |
| Silas M. Burroughs | 1846–1896   | amerikanisch-britischer Pharma-Händler                                             |
| Cécile Chaminade   | 1857–1944   | französische Komponistin und Pianistin                                             |
| Jean Chevrier      | 1915–1975   | französischer Schauspieler                                                         |
| Léo Ferré          | 1916–1993   | französischer Dichter, Komponist, Sänger und Anarchist                             |
| Jean-Michel Folon  | 1934–2005   | belgischer Grafiker, Illustrator, Maler und Bildhauer                              |
| Lewis Gilbert      | 1920–2018   | britischer Filmregisseur, -produzent und Drehbuchautor                             |
| Roger Moore        | 1927–2017   | britischer Schauspieler                                                            |
| Ashraf Pahlavi     | 1919–2016   | iranische Politikerin und Diplomatin                                               |
| Henryk Szeryng     | 1918–1988   | polnisch-mexikanischer Geiger, Violinpädagoge, Herausgeber, Komponist und Diplomat |